# 中津川 (仁淀川町)
中津川（なかつがわ）は、四国を流れる仁淀川の上流にある支流のひとつ。愛媛県との県境にある中津明神山や雑誌山に発し、高知県の仁淀川町を東へ流れて仁淀川に注ぐ。認定流路延長は9.0km、流域面積は32.20km2。
流域は中津渓谷と呼ばれる景勝地で、上流の上名野川地区一帯や中津川の両岸は中津渓谷県立自然公園に指定され、「四国の水辺88か所」に選出されている。

## 流路

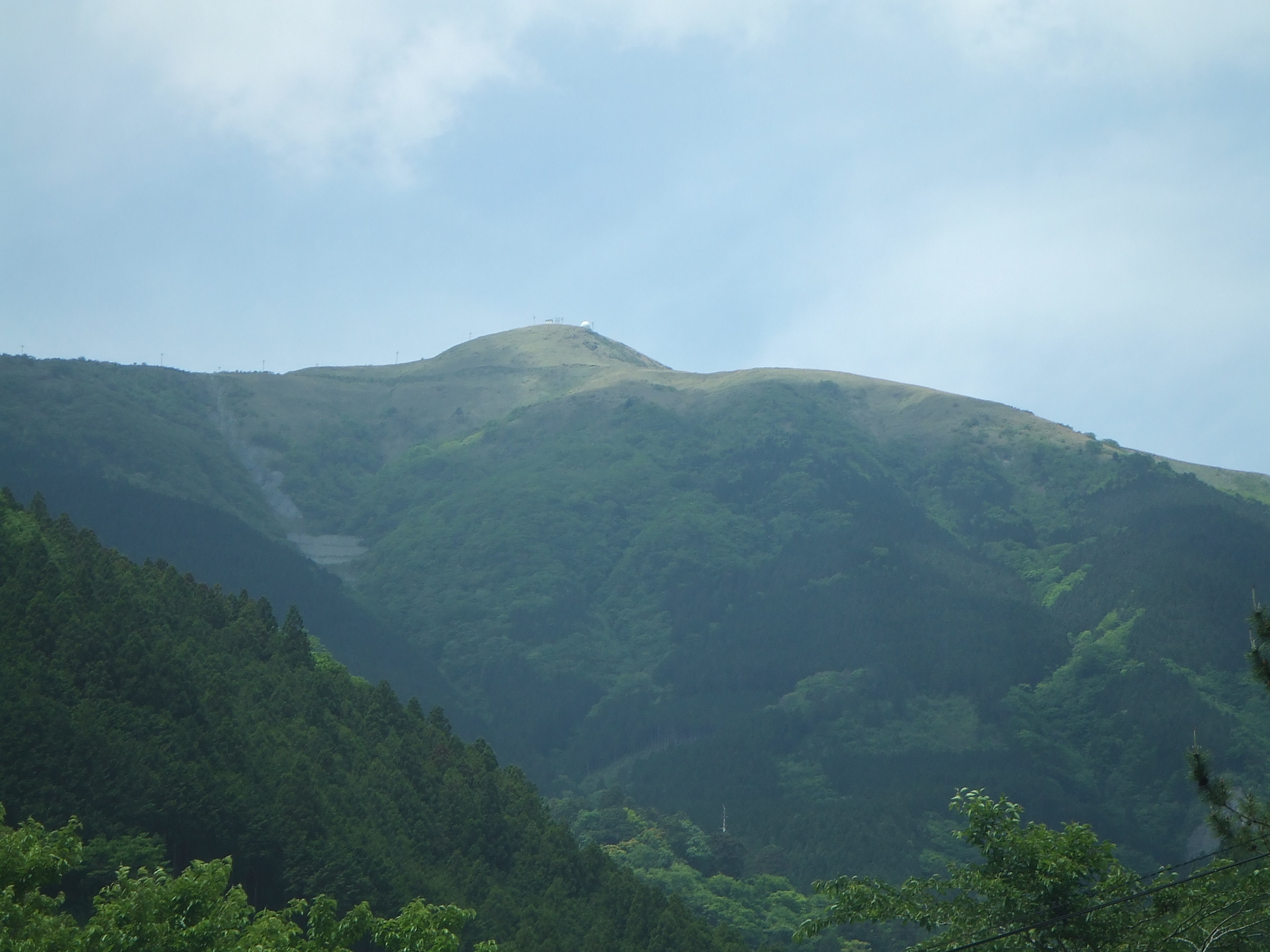
水源の中津明神山

中津川の源流は仁淀川町（旧吾川村）西部の中津明神山に発する。ここから東へ斜面を下り、上名野川地区で、北の雑誌山からくる槇ノ谷を合わせる。源流域の上名野川地区は全域が中津渓谷県立自然公園の区域に指定されている。上名野川地区はかつては「奥菜ノ川村」といい、源平時代に平宗盛が郎党を連れて落ち延び、明神山城（名野川城）を築いたという伝承がある。戦国時代には、文禄年間(1593-1596)に丸石四方太夫という落人が勧請したという大山神社があり、かつての村社だった。
上名野川地区の下流には下名野川地区がある。ここには元亀年間(1570-1573)に築城と伝わる「寒草城」跡があるが、長宗我部元親による検地の頃には既に廃れた。近年は高齢化率が50%を超え、2004年（平成16年）に下名野川小学校が廃校となった。翌年から校舎を利用した「山村自然楽校しもなの郷」をオープンさせ、宿泊客の受け入れや、山岳・観光ガイド、山村・農村の生活体験などを行っている。
雑誌山から南流してきた北川川をあわせると、中津渓谷となる。中津渓谷を過ぎると名野川地区で仁淀川に注ぐ。合流点付近には1924年（大正13年）開業の名野川発電所がある。名野川発電所は中津川中流の下名野川から取水しており、184.57mの標高差を利用して発電している。

### 中津渓谷

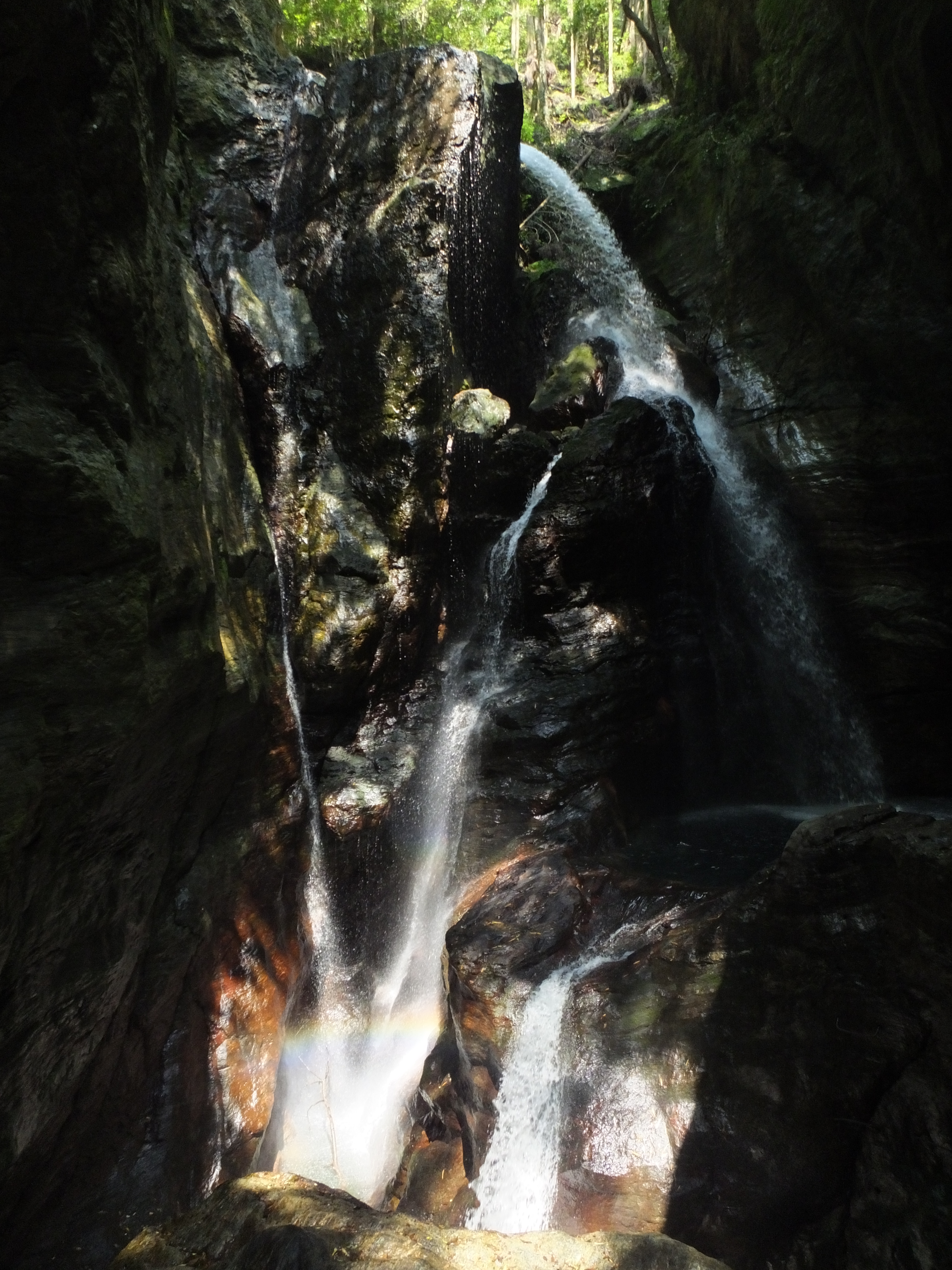
雨竜の滝

中津渓谷は、断崖や巨岩、滝や淵に富んだ景勝地である。中津渓谷県立自然公園の中核を成し、谷沿いに2kmあまりの遊歩道が整備され、温泉宿泊施設も設けられている。
渓谷内には四国八十八景31番に雄大さで選ばれている落差20mの「雨竜の滝」、高さ約8mの「石柱」、「紅葉の滝」、「竜宮淵」などの景勝地があり、11月頃の紅葉の名所としても知られている。

## 中津渓谷県立自然公園
中津渓谷と上流の山岳地域は1958年（昭和33年）に中津渓谷県立自然公園に指定された。指定範囲は1,684ヘクタールあり、域内には太平洋と瀬戸内海、四国カルストなどを展望できる中津明神山、中津渓谷といった自然景勝地のほか、大山神社、寒草城跡などの旧跡が含まれている。

## ギャラリー

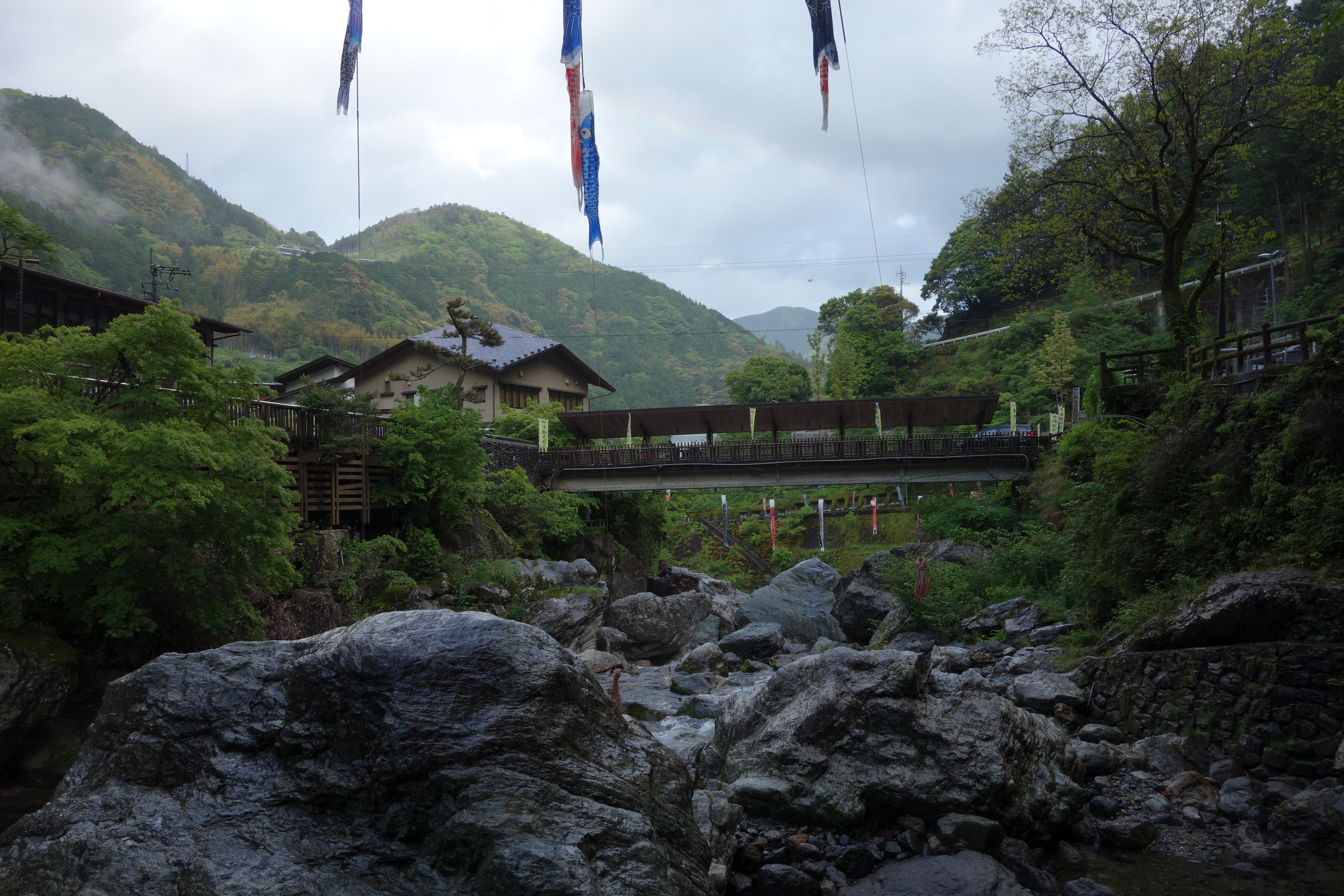
中津渓谷
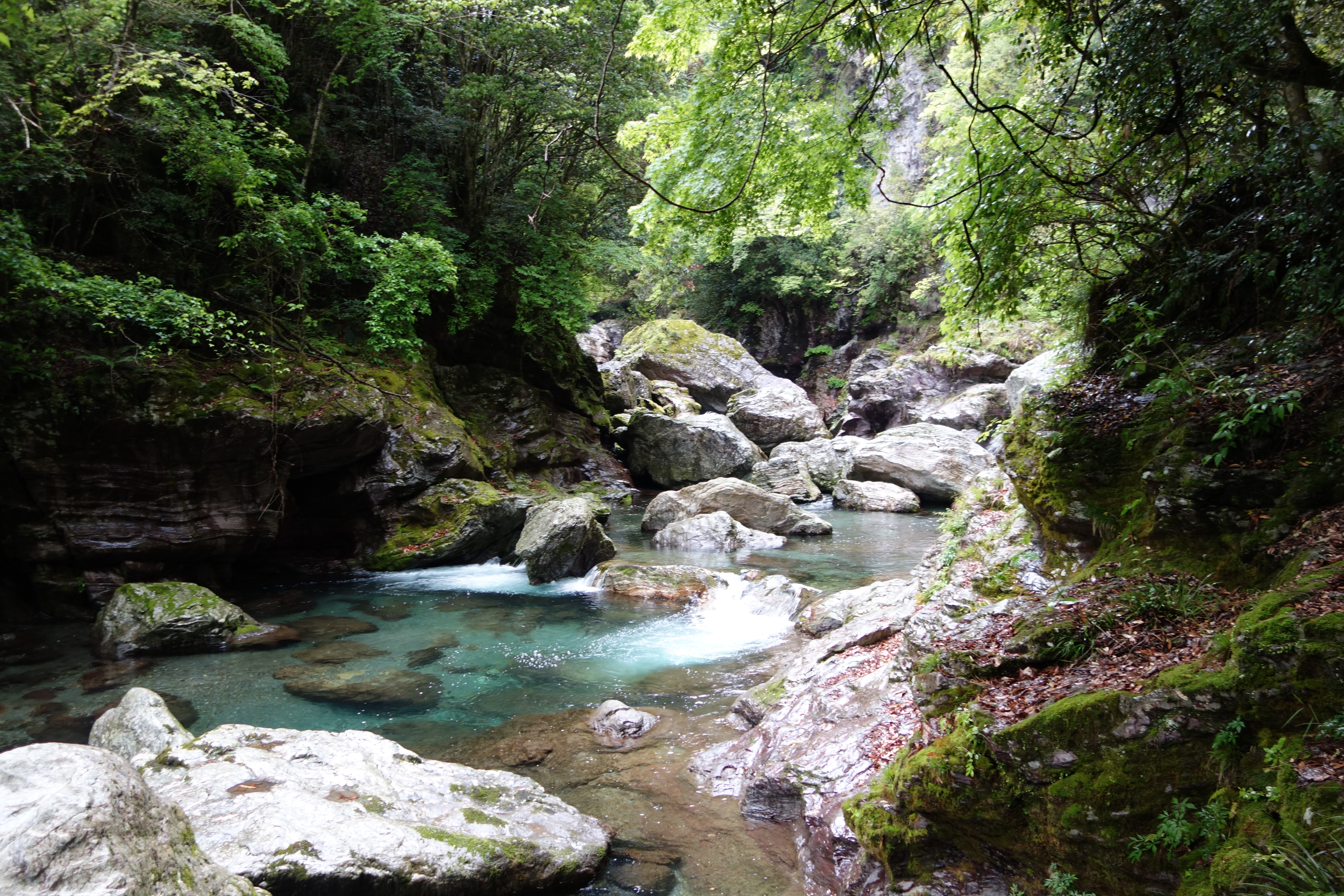
中津渓谷
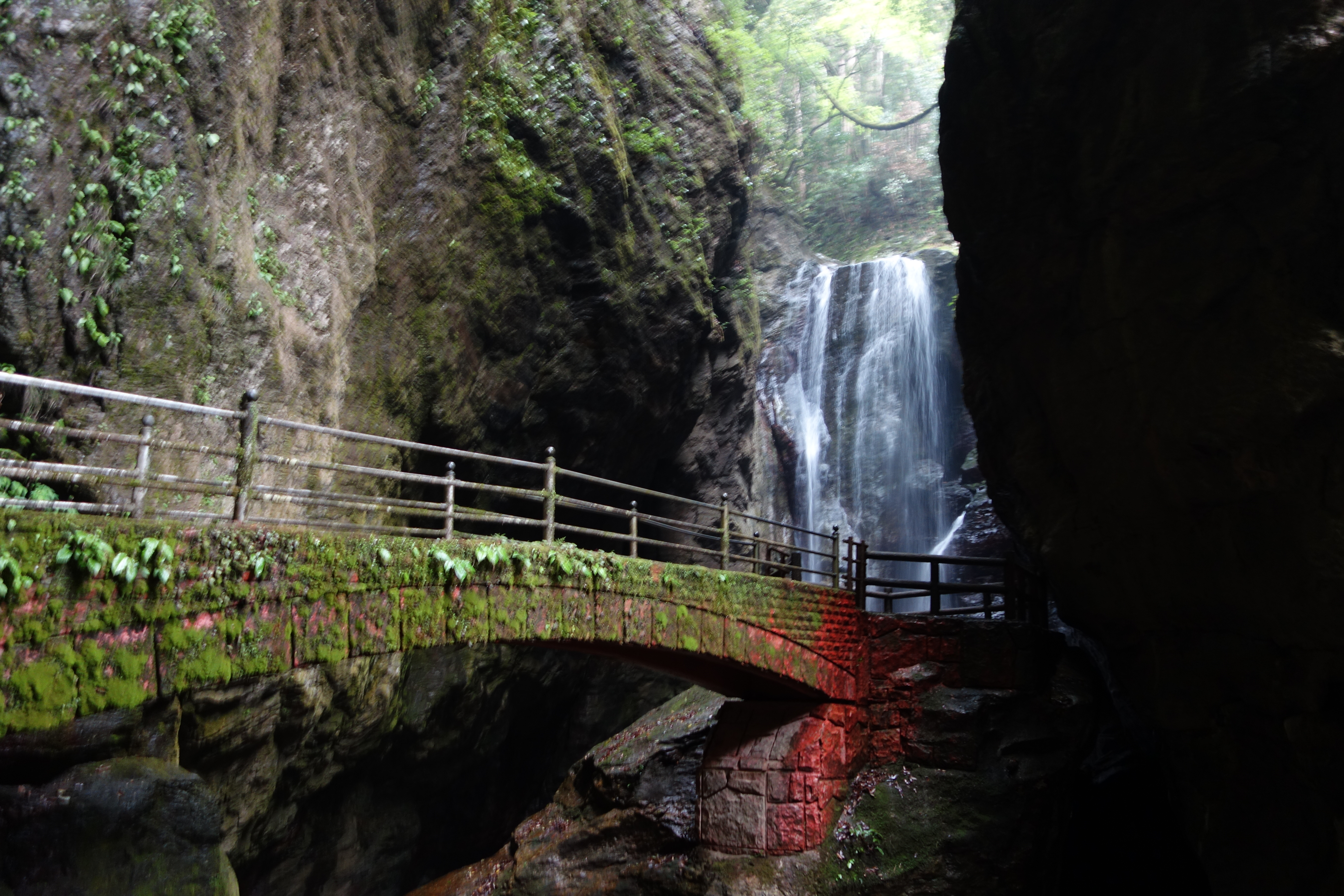
中津渓谷（雨竜の滝）
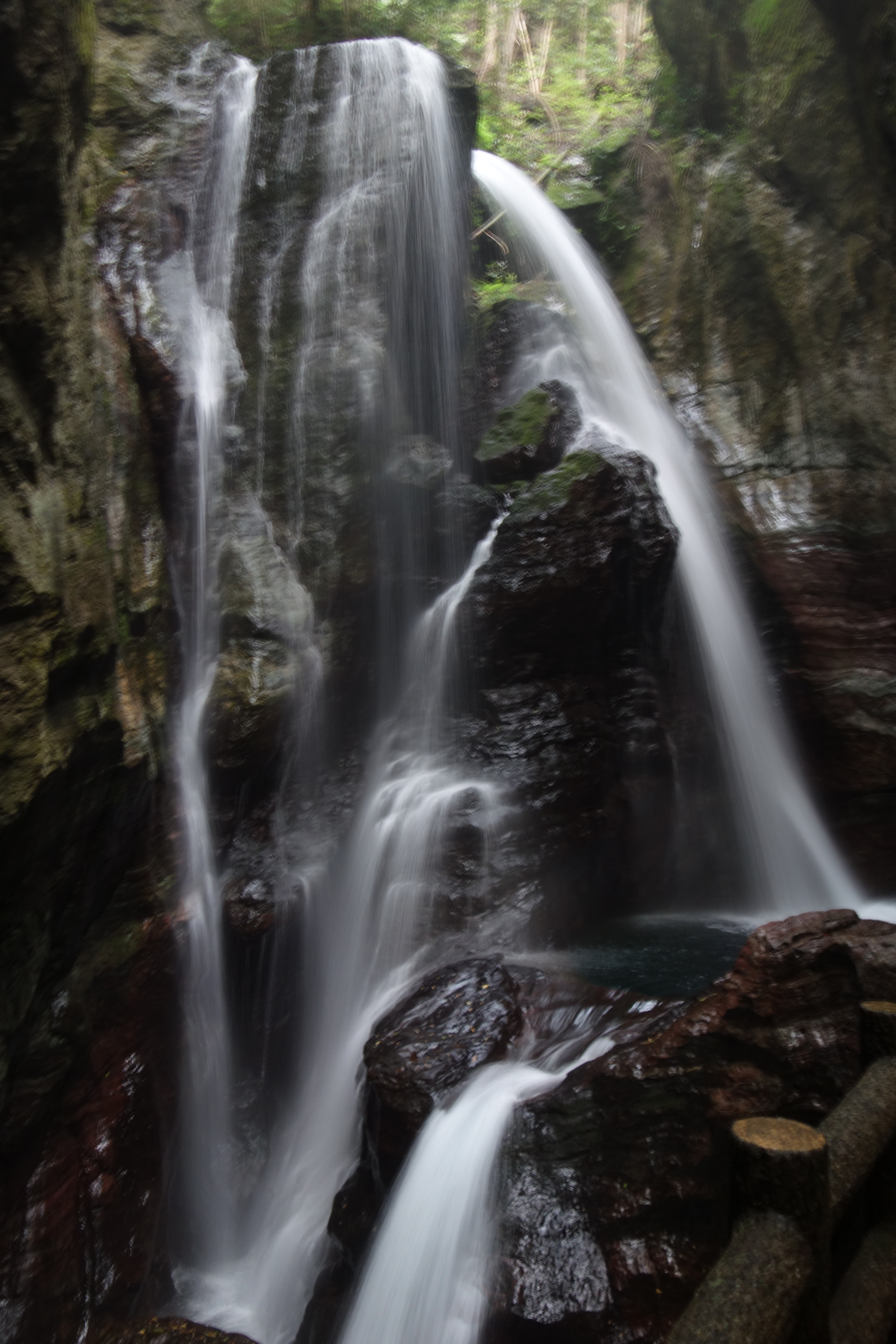
雨竜の滝